# Belikin

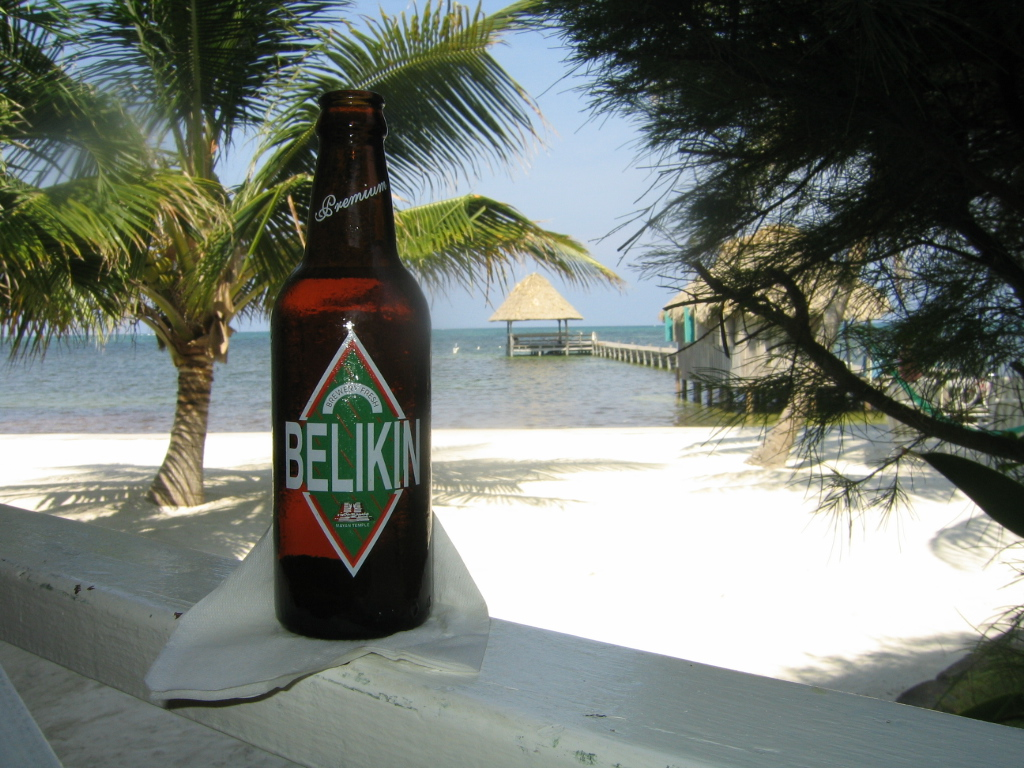
Belikinöl

Belikin är Belize ledande inhemska ölmärke. Märket bryggs av Belize Brewing Company som ägs av familjen Bowen. Varumärket marknadsfördes första gången (beroende på olika källor) i 1960-talets slut eller 1971. Dess tagline är "The Only Beer worth drinking", ungefär "det enda ölet som är värt att dricka".
Namnet kommer från mayaspråket och betyder "väg till öster". Den meningen har föreslagits vara ursprunget till namnet "Belize", även om det mest troliga ursprunget är att det kommer från Belize River, och betyder få lerig. Varumärkets emblem innehåller en teckning av ett förcolumbianskt mayatempel vid Altun Ha.
Det vanligaste belikinölet är ett ljust lageröl. Ett stout bryggs bland annat också. Bryggeriet ligger i Ladyville.

## Produkter
- Belikinöl
- Belikinstout
- Belikin Supreme